# Komisja Prawa Międzynarodowego

Zdjęcie członków Komisji Prawa Międzynarodowego ONZ wykonane w okresie od kwietnia do czerwca 2018 r.

Komisja Prawa Międzynarodowego – jeden z organów pomocniczych Organizacji Narodów Zjednoczonych.
Została utworzona rezolucją Zgromadzenia Ogólnego nr 174 (II) z 21 października 1947. Jej głównym zadaniem jest wspomaganie Zgromadzenia Ogólnego w wypełnianiu celu "popierania postępowego rozwoju prawa międzynarodowego i jego kodyfikacji" (art. 13.1 (a) Karty Narodów Zjednoczonych).
Obecnie składa się z 34 członków (każdy z innego państwa) wybieranych przez Zgromadzenie Ogólne na okres 5 lat (z prawem reelekcji). Członkowie Komisji są wybitnymi znawcami prawa międzynarodowego. Zasiadają w Komisji jako osoby prywatne, nie jako reprezentanci państw.

## Działalność
Komisja zajmuje się przede wszystkim przygotowywaniem projektów konwencji międzynarodowych. Sporządzone przez nią projekty były podstawą przygotowania takich umów jak:
- Konwencja wiedeńska o stosunkach dyplomatycznych z 1961
- Konwencja wiedeńska o stosunkach konsularnych z 1963
- Konwencja wiedeńska o prawie traktatów z 1969
- Konwencja wiedeńska o sukcesji państw w odniesieniu do traktatów z 1978

## Zobacz
- Członkowie Komisji Prawa Międzynarodowego